# Lindenpütz
Lindenpütz war ein Ortsteil der Gemeinde Windeck im Rhein-Sieg-Kreis. Es bildet heute einen Teil von Rosbach.

## Lage
Lindenpütz liegt auf den Hängen des Leuscheid. Nachbarort im Norden ist Mauel, ehemaliger Nachbarort im Süden Roth.

## Geschichte
Lindenpütz gehörte zum Kirchspiel Rosbach und zeitweise zur Bürgermeisterei Dattenfeld.
1830 hatte Lindenpütz 22 Einwohner.
1845 hatte der Weiler 26 evangelische Einwohner in fünf Häusern. 1863 waren es 48 Personen. 1888 gab es 26 Bewohner in acht Häusern.
1962 wohnten hier 178 Einwohner und 1976 284.